# Krieg (группа)
Krieg (с нем. — «война») — американская блэк-метал-группа из Сомерс-Пойнта, штат Нью-Джерси, основанная в 1995 году. Портал Metal Injection назвал Krieg лучшей блэк-метал-группой из Нью-Джерси.

## История
Группа образовалась в 1995 году. Первоначально коллектив назывался Imperial, но сменил название на Krieg в 1997 году, чтобы избежать путаницы с другими группами с названием Imperial. Krieg выпустили свой дебютный альбом Rise of the Imperial Hordes в 1998 году, а также записали второй студийный альбом Sono Lo Scherno, который в то время не был издан. Некоторые из треков были использованы на сплите с Kult ov Azazel и сборнике The Black Plague.
В 2001 году Krieg выступали вместе с Godless North и Inquisition в туре North American Black Metal Invasion по Германии при поддержке немецкой группы Secrets of the Moon. 8 декабря 2001 года Krieg отыграли концерт в Биттерфельде. Это выступление было записано и выпущено на концертном EP Kill Yourself or Someone You Love.
В 2003 году Krieg выпустили сплиты с Antaeus и Satanic Warmaster, которые, по словам Imperial, «входят в святую троицу современных блэк-метал групп» вместе с американской группой Black Witchery, а также сплит с Goat Semen, Necroplasma и Nazxul, и один с Open Grave. Группа также выпустила альбом The Black House, в поддержку которого отправилась в тур с Demoncy и Abazagorath.
В 2004 году Krieg объявили о выпуске последнего альбома под названием The Harmony Virus. Imperial объяснил, что распускает Krieg «потому что на данный момент он почти достиг целей, которые поставил перед собой. Возможно, KRIEG сможет вернуться после того, как я в полной мере реализую свои следующие проекты. Посмотрим». Он также объявил о выпуске совместного сингла с канадской группой Lust. В 2005 году вышел альбом Blue Miasma, ставший последним альбомом Krieg. Альбом был записан в студиях Winterblut Studio (Германия), Studio One (США) и Orchard Studio (США) в 2005 году и выпущен на No Colours Records и Darkland Records.
В 2014 году Krieg выпустили свой второй альбом после на Candlelight Records под названием Transient.

## Дискография

### Студийные альбомы
- Rise of the Imperial Hordes (1998)
- Destruction Ritual (2002)
- The Black House (2003)
- Sono Lo Scherno (2005)
- Blue Miasma (2006)
- The Isolationist (2010)
- Transient (2014)
- Ruiner (2023)

### EP
- Battlegod (демо, 1996)
- The Church (демо, 2001)
- Kill Yourself or Someone You Love (концертное EP, 2002)
- Tormenting Necrometal (2002)
- Songs for Resistance (2002)
- Patrick Bateman (2004)

### Сплиты
- None Shall Escape the Wrath (сплит с Judas Iscariot, Eternal Majesty[англ.], и Macabre Omen) (2000)
- To the Coming Age of Intolerance (сплит с Judas Iscariot) (2001)
- Kult ov Azazel / Krieg (сплит с Kult ov Azazel[англ.]) (2002)
- Krieg vs. Antaeus (сплит с Antaeus) (2003)
- Krieg / Satanic Warmaster (сплит с Satanic Warmaster) (2003)
- 4 Spears in Gods Ribs (сплит с Goat Semen, Necroplasma, и Nazxul[англ.]) (2003)
- Resistance Is Futile (сплит с Open Grave) (2003)
- Death Glorification (сплит с Morte Incandescente) (2004)
- Satan Shitting on Cunt / Flesh Descending (сплит с Nunslaughter) (2004)
- Krieg / Azaghal (сплит с Azaghal) (2004)
- Daze West (сплит с Nachtmystium) (2005)
- Bleeding for Him / The Church (сплит с Bael) (2006)
- Krieg / Caïna (сплит с Caïna) (2009)
- Krieg / Gravecode Nebula (сплит с Gravecode Nebula) (2011)
- Krieg / Leviathan (сплит с Leviathan) (2015)

### Сборники
- The Black Plague (2001)

## Состав

### Нынешний состав
- N — вокал
- A Poole[англ.] — гитара
- D Zdanavage — гитара
- D Sykes — бас-гитара
- J Dost — ударные

### Бывшие участники

#### Вокал
- Lord Soth
- MMK (Sarcophagus)
- Satanic Tyrant Werewolf (Satanic Warmaster)
- Azentrius[англ.] (Nachtmystium)
- Aazaron
- L’hiver (Winterblut)
- Stavros G.

#### Бас-гитара
- Lord Soth
- SM Daemon
- D.O.A.
- Azentrius (Nachtmystium)
- Wrest (Leviathan, Lurker of Chalice, Twilight[англ.], Von Goat, Nachtmystium)
- Steven Nelson (Winterthrall, Noctuary)
- Asmodaios (Sterbend)
- God Vomit (Helcaraxe)
- Xaphan (Kult ov Azazel[англ.])

#### Гитара
- Azag (Todesbonden)
- Lord Soth
- Wrath (Averse Sefira[англ.])
- D.O.A.
- Phaedrus
- Azentrius (Nachtmystium)
- Malefitor (Nyktalgia)
- L’hiver (Winterblut)
- Satanic Tyrant Werewolf (Satanic Warmaster)
- HC
- Joseph Van Fossen (Noctuary)

#### Ударные
- H.C.
- J Tarby
- Bestial Deathhammer
- Duane Timlin
- Teloc Coraxo (Perverseraph)
- Butcher (Maniac Butcher)
- Wargoat Obscurum (Cult of Daath)
- Thron
- MK (Katharsis[англ.])
- Winterheart
- Tomas (Forever Plagued Records, Bloodstorm)
- Chris Grigg
- Sebastian Engelhardt (Voodooshock)
- Flakpanzer 38 (Open Grave)
- Rob Alaniz (Noctuary)
- Thrawn (Secrets of the Moon[англ.])
- Cryptic Winter (Funeral Rites)

#### Клавишные
- Ted «Archæon» Tringo (Autumn Tears)
- Lord Soth
- Azag
- Sanford Parker

#### Альт
- Phaedrus